# Домашев
Домашев (пол. Domaszew) — село в Польщі, у гміні Мацейовиці Ґарволінського повіту Мазовецького воєводства.
Населення — 292 особи (2011).
У 1975-1998 роках село належало до Седлецького воєводства.

## Демографія
Демографічна структура станом на 31 березня 2011 року:
|          | Загалом | Допрацездатний вік | Працездатний вік | Постпрацездатний вік |
| -------- | ------- | ------------------ | ---------------- | -------------------- |
| Чоловіки | 145     | 13                 | 104              | 28                   |
| Жінки    | 147     | 24                 | 82               | 41                   |
| Разом    | 292     | 37                 | 186              | 69                   |